# Судовое топливо
Судовое топливо — топливо, используемое на судовых энергетических установках.
Различают тяжёлые и лёгкие виды топлива:
- тяжёлые виды топлива вязкостью 30—700 мм²/с (residual fuel, intermediate fuel oil), например, флотский мазут марок Ф-5 и Ф-12;
- лёгкие виды топлива (дистилляты) (distillate fuel, marine diesel oil), например, судовое маловязкое топливо. К легким также относят газомоторное топливо (marine gas oil), например, сжиженные углеводородные газы.

Заправка судна топливом и моторным маслом называется бункеровкой.